# Júki Sóma
Júki Sóma (japonsky 相馬 勇紀; * 25. února 1997) je japonský fotbalista.

## Klubová kariéra
S kariérou začal v japonském klubu Nagoya Grampus.

## Reprezentační kariéra
Jeho debut za A-mužstvo Japonska proběhl v zápase proti Číně 10. prosince 2019. Soma odehrál za japonský národní tým celkem tři reprezentační utkání.

## Statistiky
| Japonsko | Japonsko | Japonsko |
| Roky     | Záp.     | Góly     |
| -------- | -------- | -------- |
| 2019     | 3        | 0        |
| Celkem   | 3        | 0        |